# Synodontis camelopardalis
Synodontis camelopardalis (Синодонтіс жирафовий) — вид риб з роду Synodontis родини Пір'явусі соми ряду сомоподібні.

## Опис
Загальна довжина сягає 18 см. Голова коротка, трохи сплощена зверху й сильно стиснута з боків з яскраво вираженим вузьким, кістковим виступом. Очі доволі великі. Є 3 пари вусів, з яких 1 пара на верхній щелепі, 2 інших — на нижній. Тулуб масивний, присадкуватий, сильно стиснутий з боків. Передні краї спинного та грудних плавців мають жорсткі колючки. Спинний плавець великий. Грудні плавці видовжені. Черевні плавці маленькі. Жировий плавець великий. Хвостовий плавець трохи роздвоєно.
Забарвлення золотаво-біле з мармуровим малюнком з коричневих плям та смуг. Цим нагадує жирафу.

## Спосіб життя
Є бентопелагічна риба. зустрічається в річках з повільною течією. Вдень ховається серед корчів, коренів, уламками скель. Активна у присмерку та вночі. Живиться переважно тваринною їжею (черевоногими та двостулковими молюсками, ракоподібними, личинками комах, губками), а також водоростями.
Нерест припадає на сезон дощів: з липня до жовтня.

## Розповсюдження
Мешкає у басейні річки Конго.